# Geschichte der Eisenbahn in Bayreuth
Die Geschichte der Eisenbahn in Bayreuth begann nach intensivem Bemühen mit dem Anschluss Bayreuths durch die erste bayerische Pachtbahn an das Eisenbahnnetz 1854. Der entstandene Bahnhof entwickelte sich schnell zu einem Eisenbahnknoten im Norden Bayerns. Mit der fortschreitenden Rationalisierung im Güterverkehr hat der Knoten Bayreuth seine zentrale Bedeutung eingebüßt.

## Anfänge
Der Eisenbahnpionier Friedrich List hatte bereits am 5. September 1828 vorgeschlagen, Bayreuth an eine Bahnstrecke anzuschließen. Am 11. Februar 1836 hatte ein Nürnberger Komitee die Genehmigung für den Bau einer Eisenbahn von Nürnberg über Bamberg bis zur nördlichen Grenze des Königreichs Bayern erhalten. Bereits am 18. März 1836 – keine vier Monate nachdem in Deutschland der erste Eisenbahnzug gefahren war – richtete der Stadtmagistrat Bayreuth ein Gesuch an den bayerischen König, eine Eisenbahn von Nürnberg über Bayreuth nach Hof anzulegen. Da besagtes Nürnberger Komitee an Finanzproblemen scheiterte, nahm der bayerische Staat den Bahnbau selbst in die Hand. Entgegen den Bayreuther Wünschen wurde der Trassenvariante über Bamberg und Lichtenfels nach Hof der Vorzug gegeben. Der Staatsvertrag mit dem Königreich Sachsen über die Weiterführung nach Norden stammt vom 14. Januar 1841.
In einem Schreiben an den König vom 19. März 1841 bat die Stadtverwaltung darum, „von der Eisenbahnlinie nicht ausgeschlossen zu werden“. In einem Brief vom 12. Juli 1841 führte der Stadtmagistrat Bayreuth weitere Argumente für eine Führung über Bayreuth an. Am 15. Juni 1843 genehmigte der König die Bayreuth ausschließende Route, ohne dies jedoch zunächst zu veröffentlichen. In dem Bescheid, der der Stadt erst Mitte des Jahres 1844 zuging, wurde allerdings der Bau einer Zweigbahn nach Bayreuth angeregt. Ein entsprechender Antrag wurde umgehend gestellt.

## Pachtbahn
In den Folgejahren dankte König Ludwig I. ab und übergab die Macht an seinen Sohn. Vermutlich spielte das eine Rolle bei der Verzögerung der Planumsetzung. Eine „Königliche Entschließung“ vom 25. Juli 1850 ermöglichte die „Pachtung des Betriebs von Privat-Eisenbahnen“ durch den bayerischen Staat und führte zur Lösung des Problems: Am 28. September 1850 bat die Stadt um die Genehmigung zum Bau einer Eisenbahn nach Neuenmarkt und zu ihrer Einführung in den dortigen Staatsbahnhof, des Weiteren um die anschließende Betriebsführung durch die „Königliche General-Verwaltung der Eisenbahnen“ und die Gewährung eines, schon vorher zu bestimmenden, Pachtgelds, um das erforderliche Kapital bereitstellen zu können. Der Vertrag wurde am 6. Januar 1852 mit einer Pachtdauer von 50 Jahren geschlossen. König Maximilian II. unterzeichnete die Konzessionsurkunde am 29. Juli 1852. Mit dieser ersten bayerischen Pachtbahn wurde Bayreuth, als eine der ersten bayerischen Städte, an das im Entstehen begriffene deutsche Eisenbahnnetz angeschlossen.
Die Frage nach dem Standort des künftigen Bayreuther Bahnhofs wurde lebhaft diskutiert. Bedenken bezüglich Hochwassergefahren und die Vermeidung unnötiger Steigungen führten zur Wahl des Geländes am Brandenburger Tor. Im Oktober 1852 wurde mit den Bauarbeiten begonnen. Sie schritten rasch voran und konnten nach nur 14 Monaten beendet werden. Die feierliche Eröffnung der ersten Bayreuther Eisenbahn fand, nach Probefahrten ab Mitte des Monats, am 18. November 1853 statt. Aufgrund der langen Standortdiskussion gab es vorerst noch kein adäquates Bahnhofsgebäude – mit dessen Bau wurde sogar erst im August 1856 begonnen.

## Ostbahn
Zehn Jahre lang blieb der Bayreuther Bahnhof Endstation. Am 1. Dezember 1863 hatte die private Königlich Bayerische Ostbahn von Weiden her die Stadt erreicht. Das Bahnhofsgebäude wurde fortan von beiden Bahnen gemeinsam genutzt, die Gleisanlagen blieben jedoch, mit Verbindungen untereinander, vorerst getrennt. Der so entstandene Durchgangsbahnhof kannte dennoch keine durchgehenden Züge. In beiden Richtungen musste in Bayreuth umgestiegen werden, wobei die Anschlüsse aufeinander kaum abgestimmt waren. Die Ostbahn blieb bis heute eingleisig, jedoch wurden Bahnkörper und Brücken von vornherein für den nachträglichen Bau eines zweiten Streckengleises konzipiert.

## Fichtelgebirgsbahn

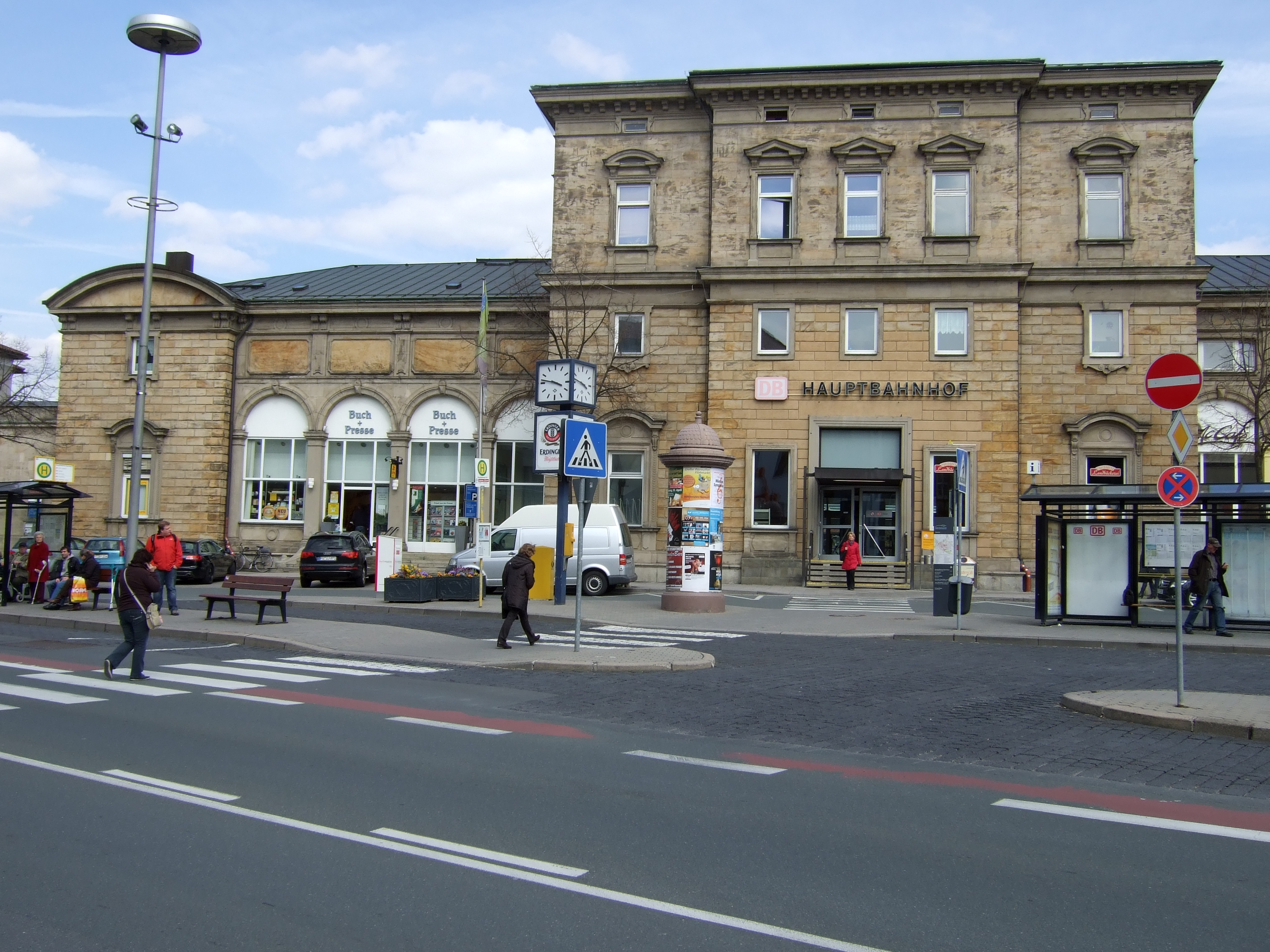
Hauptbahnhof von 1879

Am 15. Juli 1877 kam, von Schnabelwaid kommend, aus Richtung Nürnberg Bayreuths dritte Hauptstrecke dazu. Die sogenannte Fichtelgebirgsbahn war die erste Bahn in die Stadt, die der Staat Bayern selbst bauen ließ. In Höhe der späteren Abzweigstelle Kreuzstein traf sie auf die Strecke der Ostbahn und verläuft noch heute, auf 1,6 Kilometer Länge, parallel zu jener durch das Stadtgebiet bis zum Hauptbahnhof. Das nunmehr zu klein gewordene Bahnhofsgebäude wurde 1879 durch einen größeren und repräsentativeren Neubau ersetzt; das alte Gebäude wurde unter anderem von der Eisenbahn-Betriebs- und Bauinspektion und der Königlich Bayerischen Post weitergenutzt.
Aus Bayreuther Sicht war der Bau dieser Strecke eine Enttäuschung. Sie war von vornherein nur eingleisig konzipiert, die bedeutenden Strecken führten weit an der Stadt vorbei. Der örtliche Verkehrsexperte Fritz Alexander Streit nannte diesen Umstand den „Gipfel der Bosheit“. Die Stadt sei „künstlich in den Eisenbahnwinkel verlagert, die Geographie auf den Kopf gestellt“ worden. Die drei umliegenden Bahnhöfe Neuenmarkt, Kirchenlaibach und Schnabelwaid wurden zum Inbegriff des verkehrsmäßigen Stillstands und Rückschritts. Oberbürgermeister Theodor von Muncker kommentierte 1899: „Wer diese Sünden zu verantworten hat, dem wünsche ich einen gnädigen Richter“.

## Nebenbahnen
Die erste von Bayreuth ausgehende Nebenbahn wurde am 15. August 1896 eröffnet. Sie verließ den Bahnhof in nördlicher Richtung und bog bald darauf nach Osten ab. Hier wurde, im Stadtteil Sankt Georgen, der zweite Bayreuther Bahnhof errichtet. Über den mittlerweile eingemeindeten Vorort Laineck und die Marktgemeinde Weidenberg erschloss sie bis nach Warmensteinach das südwestliche Fichtelgebirge. Vor allem zur Wintersportsaison wurde diese Bahn so stark genutzt, dass die Kapazitäten des Endbahnhofs kaum ausreichten. Seit dem 1. Januar 1993 wird der Abschnitt von Weidenberg nach Warmensteinach „aus technischen Gründen“ nicht mehr befahren. Bis Weidenberg wurde die Strecke ertüchtigt und ist seit 2008 Teil des BEG-Konzessionsgebiets Dieselnetz Oberfranken.
Zweite Nebenbahn wurde die nach Hollfeld. Am 12. März 1904 wurde die Bahn, die bis zur Abzweigstelle Kreuzstein das Gleis der Bahn nach Schnabelwaid mitnutzte, dem Verkehr übergeben. Sie verband den ländlichen Raum der Fränkischen Schweiz mit der Stadt und ermöglichte den Städtern Ausflüge in diese herrliche Landschaft. Im Stadtgebiet entstanden zunächst drei neue Bahnstationen. Der Bahnhof Bayreuth Altstadt, der weit außerhalb des Zentrums lag, wurde bald darauf zum Abzweigbahnhof für die am 26. September 1909 eröffnete Nebenbahn nach Thurnau. Deren Züge begannen und endeten ebenfalls im Hauptbahnhof. Einen durchgehenden Personenverkehr über Thurnau hinaus nach Kulmbach gab es nicht, er wurde in Thurnau gebrochen. Von Bayreuth nach Kulmbach und zurück fuhr man die schnellere Hauptstrecke über Neuenmarkt(-Wirsberg).

## Stilllegungen
Am 1. Januar 1983 wurde die Thurnauer Bahn endgültig stillgelegt, nachdem sie seit dem 3. Juni 1973 nur noch im Güterzugverkehr betrieben wurde. Jenseits des Bahnhofs Bayreuth Altstadt ereilte die Hollfelder Strecke am 28. September 1975 das gleiche Schicksal. Lediglich bis dorthin wurde der Güterverkehr noch bis zum 14. Oktober 1994 aufrechterhalten. Mittlerweile wurden beide Strecken abgebaut, die Anschlussstelle Kreuzstein existiert nicht mehr.

## Belege
1. ↑  Robert Zintl: Bayreuth und die Eisenbahn, S. 107.
2. ↑  Bernd Mayer: Bayreuth wie es war. Blitzlichter aus der Stadtgeschichte 1850–1950. 2. Auflage. Gondrom, Bayreuth 1981, S. 42 f.